# Nông Thị Lâm
Nông Thị Lâm (sinh năm 1963) là đại biểu Quốc hội Việt Nam khóa XIII, thuộc đoàn đại biểu Lạng Sơn.